# 토요타 생산 방식
토요타 생산 방식(Toyota Production System, TPS)은 경영 철학과 실천으로 구성된, 토요타 자동차가 개발한 통합형 사회기술 체계이다. TPS는 크게 JIT와 자동화로 구성된다. JIT(just in time)는 필요한 것을, 필요한 때, 필요한 만큼 생산·판매하는 무재고 생산방식으로, 구체적으로는 ① 흐름생산에 의한 소인화(少人化) 기술과 ② 간판방식에 의한 재고삭감기술로 나뉜다. 소인화기술은 인력의 낭비 억제와 신축성의 제고를 목표로 인력과 기계를 최적 배분하여, 한 사람이 두 개 혹은 세 개의 기계를 담당하도록 하고 있다.

## 목표
TPS에서 해결해야 하는 8종류의 문제는 아래와 같다:
1. 과잉 생산의 낭비(최대 낭비)
2. 손에 시간 낭비 (대기 중)
3. 운송 낭비
4. 처리 자체의 낭비
5. 초과재고의 낭비
6. 움직임의 낭비
7. 불량품을 만드는 낭비
8. 활용도가 낮은 근로자의 낭비

## 같이 보기
- 산업공학